# 色香 (ストリッパー)
色香（いろか、1972年10月31日 - ）は、大阪府出身の元ストリッパー。所属は東洋ショー劇場。身長163cm B84・W61・H90（出典・「ザ・ベストmagazineEX 1996年7月増刊号」より）。
1992年ディスコのお立ち台でスカウトされ1993年ストリッパーデビュー、主な演目ではソロベッドショーやポラロイド撮影会。
1995年ピアスの女王と呼ばれた永井一葉に影響されヘソにピアスを開ける、以後ボディーピアスに嵌り1998年までに乳首・陰部など全身に23ヶ所のピアスを飾る。当時の取材記事では「痛そうと言われるが、へっちゃら」「ピアスをしてからファン層が変わった」などと答えている（出典・「アサヒ芸能」1998年8月13日号より）。